# ده نواليغر (بربرود الغربي)
ده نواليغر (بالفارسية: ده نوالیگر) هي قرية تقع في إيران في قسم بربرود الغربي الریفي. يقدر عدد سكانها بـ 143 نسمة بحسب إحصاء 2016.